# ベルホヤンスク
ベルホヤンスク（ヴェルホヤーンスク; ロシア語: Верхоянскヴィルハヤーンスク, ヤクート語: Үөһээ Дьааҥы/Uöhee D'aangy）は、ロシア連邦極東のサハ共和国に位置する都市。サハ共和国の首都ヤクーツク市から北北東へ675km、ヤナ川河畔の北極圏内に位置する。河港と空港を有し、毛皮取引とトナカイ飼育で知られる。また、周辺には錫の鉱山が点在する。人口は1311人（2010年時点）。かつて人口が多かった頃に町政が施行されたが、それ以降に人口が減少し続けたために、ロシア国内では人口の少ない町のひとつとなっている。町の名は、ヴェルフ（上流）とヤナ川に由来し、「ヤナ川の上流の町」を意味する。
ベルホヤンスクはオイミャコンと並んで世界の寒極と呼ばれ、冬の寒さで世界的に知られている。

## 歴史
市の歴史は1638年にコサックがこの地に住み着いたことによって始まった。1775年に町はヤナ川の左岸（東岸）に移った。また、このときに税制が確立された。1817年にはベルホヤンスクは町政を施行した。1860年代から1917年（ロシア革命の年）にかけては、この地は政治犯の流刑地であった。

## 地理

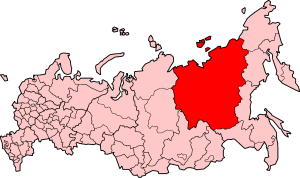
サハ共和国の領域（赤） ベルホヤンスクは共和国中央部やや北寄りに位置する。

ベルホヤンスクの位置は、北緯67度32分45秒 東経133度23分13秒 / 北緯67.54583度 東経133.38694度である。標高は137m。西に200km離れた南北に伸びるベルホヤンスク山脈と東に200km離れたチェルスキー山脈の間にヤナ川水系が広がる。ヤナ川 (Yana) は全長872km、流域面積23万8000平方kmの河川である。ベルホヤンスクはヤナ川の支流に面した街として成立した。ヤナ川の流れを制御しようという試みは始まっておらず、川は激しく蛇行し、流れの方向が変化していく。ベルホヤンスクは過去の川の流れに沿って形成されたため、現在の流れからは500mほど離れている。街は北北西から南南東に長さ3.5km、幅600m程度の細い紡錘形に広がる。建物は南北に伸びる数本の道路に沿っている。個々の建物は孤立しており、閑散とした印象を与える。

## 気候

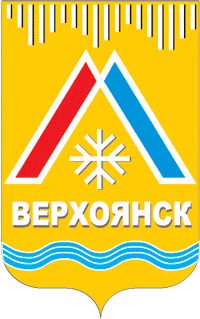
ベルホヤンスク市の紋章

ベルホヤンスクは内陸盆地にあるため同じサハ共和国内のオイミャコンと並んで世界の寒極と呼ばれ、北半球で最も厳しい冬の寒さで知られている。厳寒期の気温は氷点下50度以下まで下がる。観測史上最低気温は1885年と1892年に観測された氷点下67.8度（アメリカ気象庁が採用する北半球の最低気温記録）である。2006年1月、氷点下66.7度が記録され、1885年と1892年の記録に迫る低温となった。
夏の気温は緯度の割には上がり、昼には摂氏30度以上にもなることがあり、気温の年較差がきわめて大きい。観測史上最低気温との開きは105.8度（北半球での年較差の最大記録）にもなる。
2020年6月20日、北極圏で観測史上最高気温となる摂氏38.0度を記録。当該記録は翌2021年12月、世界気象機関によって公式に認定された。
この地域では、冬にcold lakes（冷気湖）と呼ばれる独特の気温逓減が見られる。通常は標高が高くなるほど気温は下がるが、ベルホヤンスクでは逆に標高が高くなるほど気温が上がる。（それでも極寒であることに変わりは無い）
極東ロシア・シベリア東部の大部分の他地域同様、ベルホヤンスクはケッペンの気候区分では亜寒帯湿潤気候に属する。3文字の記号ではDfdとなり、「針葉樹林気候」の型でもある。
| ベルホヤンスク(1991～2020)の気候 | ベルホヤンスク(1991～2020)の気候 | ベルホヤンスク(1991～2020)の気候 | ベルホヤンスク(1991～2020)の気候 | ベルホヤンスク(1991～2020)の気候 | ベルホヤンスク(1991～2020)の気候 | ベルホヤンスク(1991～2020)の気候 | ベルホヤンスク(1991～2020)の気候 | ベルホヤンスク(1991～2020)の気候 | ベルホヤンスク(1991～2020)の気候 | ベルホヤンスク(1991～2020)の気候 | ベルホヤンスク(1991～2020)の気候 | ベルホヤンスク(1991～2020)の気候 | ベルホヤンスク(1991～2020)の気候 |
| 月                               | 1月                              | 2月                              | 3月                              | 4月                              | 5月                              | 6月                              | 7月                              | 8月                              | 9月                              | 10月                             | 11月                             | 12月                             | 年                               |
| -------------------------------- | -------------------------------- | -------------------------------- | -------------------------------- | -------------------------------- | -------------------------------- | -------------------------------- | -------------------------------- | -------------------------------- | -------------------------------- | -------------------------------- | -------------------------------- | -------------------------------- | -------------------------------- |
| 最高気温記録 °C （°F）           | −9.5 (14.9)                      | −0.3 (31.5)                      | 5.6 (42.1)                       | 14.3 (57.7)                      | 28.1 (82.6)                      | 38.0 (100.4)                     | 37.3 (99.1)                      | 33.7 (92.7)                      | 25.1 (77.2)                      | 14.5 (58.1)                      | 1.1 (34)                         | −5.3 (22.5)                      | 38 (100.4)                       |
| 平均最高気温 °C （°F）           | −41.6 (−42.9)                    | −36.7 (−34.1)                    | −18.8 (−1.8)                     | −1.8 (28.8)                      | 10.3 (50.5)                      | 20.6 (69.1)                      | 23.4 (74.1)                      | 19.2 (66.6)                      | 8.7 (47.7)                       | −8.5 (16.7)                      | −30 (−22)                        | −40.6 (−41.1)                    | −8.0 (17.6)                      |
| 日平均気温 °C （°F）             | −44.7 (−48.5)                    | −42.1 (−43.8)                    | −28.9 (−20)                      | −10.9 (12.4)                     | 4.2 (39.6)                       | 13.9 (57)                        | 16.5 (61.7)                      | 12.1 (53.8)                      | 2.8 (37)                         | −13.4 (7.9)                      | −33.7 (−28.7)                    | −43.6 (−46.5)                    | −14.0 (6.8)                      |
| 平均最低気温 °C （°F）           | −47.7 (−53.9)                    | −46.3 (−51.3)                    | −37.4 (−35.3)                    | −20.4 (−4.7)                     | −2 (28)                          | 7.3 (45.1)                       | 10.0 (50)                        | 5.7 (42.3)                       | −1.9 (28.6)                      | −18 (0)                          | −37.3 (−35.1)                    | −46.3 (−51.3)                    | −19.5 (−3.1)                     |
| 最低気温記録 °C （°F）           | −66.6 (−87.9)                    | −67.8 (−90)                      | −60.3 (−76.5)                    | −57.2 (−71)                      | −34.2 (−29.6)                    | −7.9 (17.8)                      | −3.2 (26.2)                      | −9.9 (14.2)                      | −21.7 (−7.1)                     | −48.7 (−55.7)                    | −57.2 (−71)                      | −64.5 (−84.1)                    | −67.8 (−90)                      |
| 降水量 mm （inch）               | 5.9 (0.232)                      | 5.3 (0.209)                      | 4.6 (0.181)                      | 4.0 (0.157)                      | 15.8 (0.622)                     | 29.9 (1.177)                     | 34.0 (1.339)                     | 29.8 (1.173)                     | 21.9 (0.862)                     | 12.6 (0.496)                     | 11.2 (0.441)                     | 6.4 (0.252)                      | 181.4 (7.141)                    |
| [ 要出典 ]                       |                                  |                                  |                                  |                                  |                                  |                                  |                                  |                                  |                                  |                                  |                                  |                                  |                                  |

## 参考資料
- Verhojanskその証拠 - コールドのポール